# Palazzetto dello sport "Mena Morlando e Antonio De Rosa"
Il Palazzetto dello sport "Mena Morlando e Antonio De Rosa" (chiamato anche Palasport Giugliano) è un impianto sportivo di Giugliano in Campania, nella Città metropolitana di Napoli, situato nel quartiere Casacelle.

## Storia
L'impianto, intitolato a due vittime innocenti della criminalità organizzata, venne inaugurato il 28 settembre 2019, alla presenza del vice-presidente del SCC Napoli, Edoardo De Laurentiis.
La copertura venne realizzata nel 2009. I lavori furono ultimati nel 2013 ma l'inaugurazione venne a lungo rinviata per cause legate all'affidamento.
Viene utilizzato sia per attività sportive, quali: taekwondo, ginnastica ritmica, ginnastica artistica, pattinaggio artistico, sia per attività ludiche, come concerti musicali o spettacoli.

## Capienza
L'impianto consta di 1.500 posti a sedere suddivisi in due gradinate disposte ai lati lunghi del campo da gioco.

## Principali eventi ospitati
- 2024 - Campionati italiani di Taekwondo Senior Cinture Nere[6]
- 2024 - Coppa Campania danza sportiva e danze paralimpiche[7], Concorso Nazionale di danze artistiche[7]
- 2024 - Campionato Nazionale Libertas Elite di ginnastica ritmica[8]
- 2023 - Campionati Italiani Taekwondo Forme e Freestyle[1]
- 2023 - Coppa Interregionale di danza sportiva[9]
- 2023 - Napoli International Championship di danza sportiva[10]
- 2022 - Coppa Italia ACSI Danza[11]
- 2021 - Campionati italiani di Taekwondo Juniores Cinture Nere[12]
- 2020 - Trofeo Regionale di pattinaggio artistico[13]
- 2020 - Final Four della Coppa Campania di Basket[14]
- 2020 - Grand Prix della danza[15]

## Trasporti
Si trova a poca distanza dall'uscita "Giugliano-Parete-Villaricca" della SS 162 NC Asse Mediano e dalla SP 1 Circumvallazione esterna di Napoli.
È raggiungibile dal capoluogo con i mezzi pubblici tramite la linea autobus EAV 918 con partenza dalla stazione di Frullone della linea 1 della Metropolitana di Napoli.